# 403
Het jaar 403 is het 3e jaar in de 5e eeuw volgens de christelijke jaartelling.

## Gebeurtenissen

### Italië
- Slag bij Verona: De Visigoten onder leiding van koning Alarik I steken de Brennerpas over en vallen opnieuw Noord-Italië binnen. Het West-Romeinse leger (30.000 man) onder bevel van Stilicho verslaat bij Verona de Goten en drijft ze terug naar Illyrië. Alarik krijgt een vrije aftocht en ontvangt financiële steun voor voedsel. Hiermee eindigt de Gotische oorlog (402-403).

### Europa
- Sulpicius Severus schrijft "Chronica, Chronicorum Libri duo of Historia sacra" (De Heilige Geschiedenis). Het boek is gebaseerd op het Nieuwe Testament en de Bijbel.

### Klein-Azië
- Johannes Chrysostomus, bisschop van Constantinopel, wordt afgezet en verbannen. Onder druk van het volk mag hij terugkeren, maar wordt later opnieuw verbannen.

## Geboren
- Hilarius van Arles, Frans aartsbisschop en heilige (waarschijnlijke datum)

## Overleden
- 12 april - Epiphanius van Salamis, bisschop en kerkvader